# KSK Kasterlee

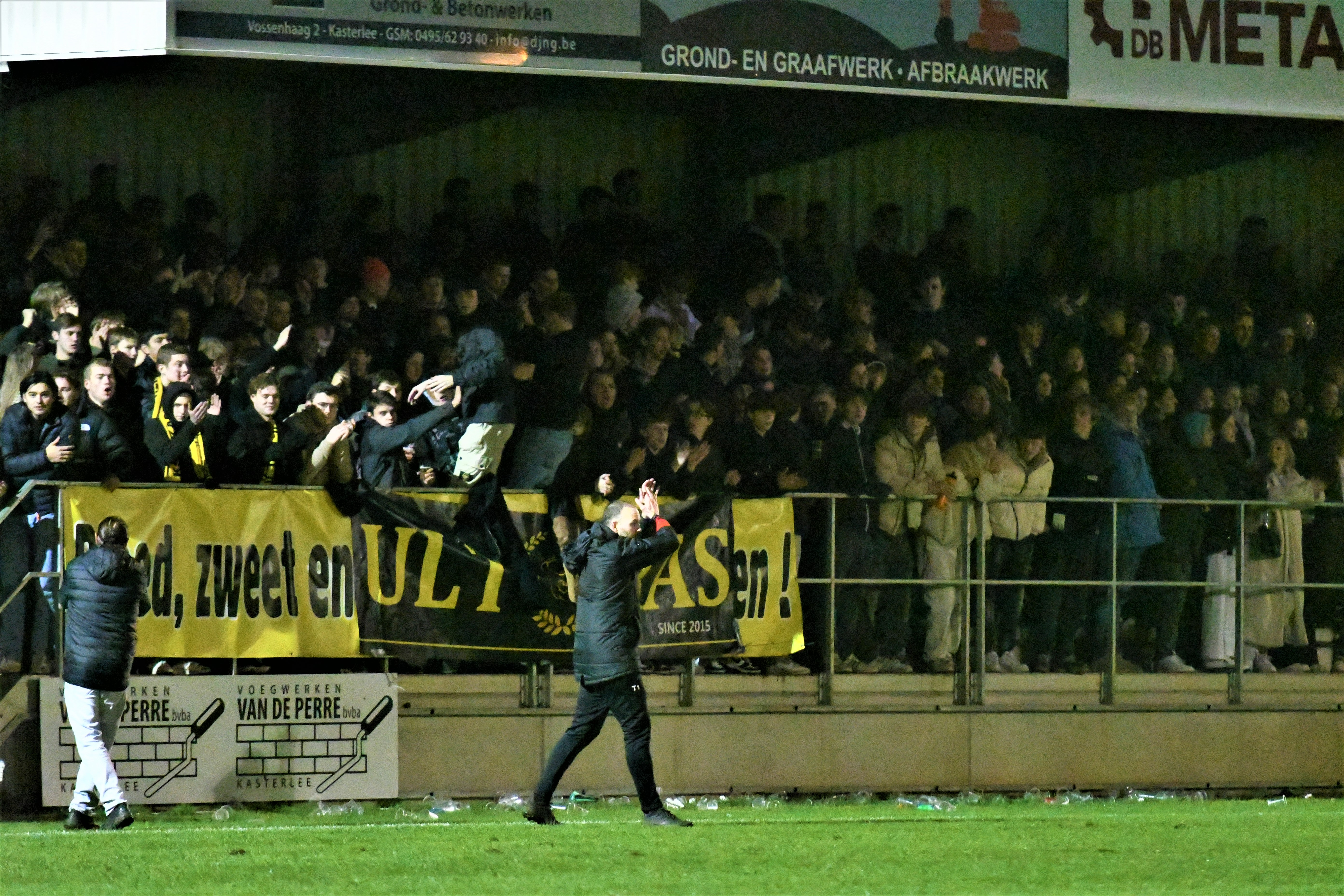
Sfeertribune aan het Duineneind in Kasterlee.

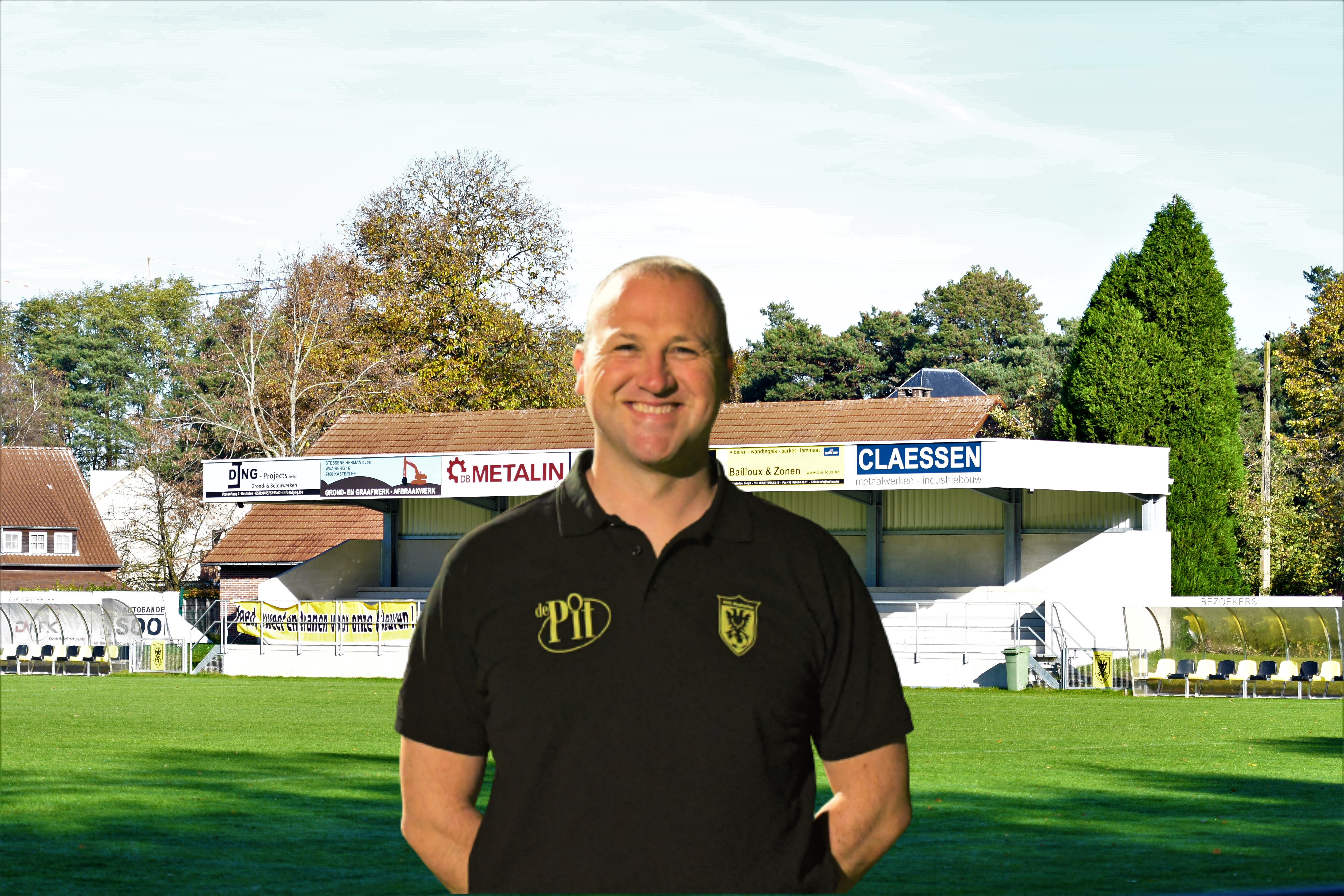
T1 Stefan Schelles - Seizoen 2024/2025

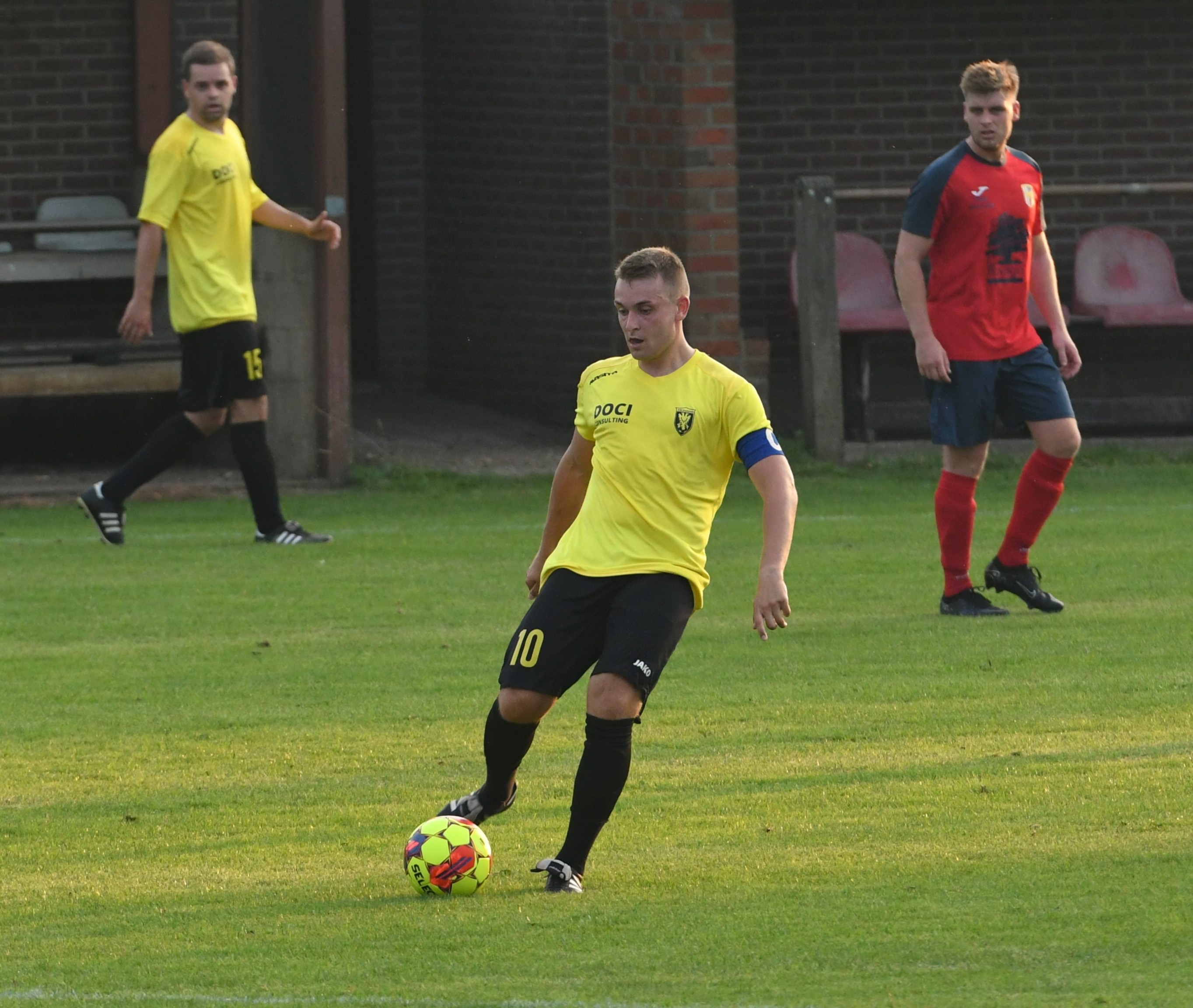
Kapitein Robin Vanreusel

KSK Kasterlee is een Belgische voetbalclub uit Kasterlee. De club is aangesloten bij de KBVB met stamnummer 3734 en heeft geel en zwart als clubkleuren.

## Geschiedenis
De club ontstond in 1941 als Sportkring Kasterlee en sloot zich aan bij de Belgische Voetbalbond. Kasterlee bleef er de volgende jaren in de provinciale reeksen spelen.
SK Kasterlee speelde in Derde Provinciale, tot het begin jaren 60 een opmars maakte. In 1962 promoveerde de club naar Tweede Provinciale en in 1964 stootte men al voor het eerst door naar het hoogste provinciale niveau, Eerste Provinciale. De club bleef er spelen tot het eind van het decennium, maar in de jaren 70 ging het weer bergaf. In 1972 degradeerde men naar Tweede Provinciale en in 1977 volgde een degradatie naar Derde.
Het volgende decennium bleef de club periodes in Tweede en Derde Provinciale afwisselen, tot men in 1989 nog eens naar Eerste Provinciale wist te promoveren. In 1991 werd de club koninklijk en werd de clubnaam KSK Kasterlee. Op het eind van de eeuw ging het opnieuw bergaf met de club. In 1996 degradeerde men naar Tweede. De club kende financiële problemen en in 2001 ging men in verevening. Kort nadien werd een nieuwe vzw opgericht en speelde men weer verder als KSK Kasterlee, wat nu stond voor Koninklijke Sport Klub Kasterlee. De club werd een reeks naar beneden gezet, en belandde zo weer in Derde Provinciale.
In 2011 promoveerde men na een decennia in Derde Provinciale nog eens naar Tweede Provinciale na een overwinning van 2/1 tegen KFC Lentezon Beerse.

## Resultaten laatste jaren
Seizoen 2019-2020
Het seizoen 2019-2020 begon voor Kasterlee dramatisch zodat de club halfweg de competitie richting de degradatieplaatsen was teruggezakt. Paul Wilms werd aangesteld als nieuwe trainer om de ploeg terug op de rails te krijgen. Dankzij zéér goede resultaten in de tweede seizoenshelft klom KSK Kasterlee terug op naar de vijfde plaats. Helaas voor KSK Kasterlee werd het seizoen in Maart 2020 vroegtijdig stopgezet door de COVID 19 pandemie, waardoor de club hun kans op een eventuele promotie een halt werd toegeroepen.
Seizoen 2020-2021
Geen reguliere competitie omwille van COVID 19 pandemie.
Seizoen 2021-2022
Na 2 voetbalseizoenen die onderbroken werden door de COVID 19 pandemie werd er nog eens een volledig kampioenschap afgewerkt in het seizoen 2021-2022. Voorafgaand aan het seizoen werd er veel verwacht van KSK Kasterlee aangaande een eventuele promotie. Maar voor het team onder leiding van trainer Paul Wilms werd het een seizoen dat vol stond van de blessures. Hierdoor eindigde KSK Kasterlee als negende van de zestien ploegen in 3de provinciale A. Na het seizoen nam KSK Kasterlee afscheid van trainer Paul Wilms die na 3 seizoenen de fakkel doorgaf aan Bart Anné.
Seizoen 2022-2023
Tijdens het tussenseizoen werden Kerim Hangisi & Adikalie Kamara beide van Sint Dympna aangetrokken. Raf Berkmans maakte ook samen met T1 Bart Anné de overstap van KBSK Retie naar KSK Kasterlee. Voorafgaand aan het seizoen werd KSK Kasterlee getipt als de grootste kandidaat voor het kampioenschap. Door op de openingsspeeldag met 0-7 te gaan winnen op het veld van EXC. Vorst zette KSK Kasterlee deze verwachtingen nog wat meer kracht bij. Maar de Kastelse motor begon al snel te sputteren met hier en daar duur puntenverlies als gevolg. Halfweg het seizoen deed KSK Kasterlee nog volop mee in het kampioenschap, maar door een periode van 0 op 18 mocht het team zich in Mei 2023 opmaken voor eindronde wedstrijden voor de degradatie te vermijden. Nadat in eigen huis Puurs Sint Amands met 2-1 werd verslagen, won KSK Kasterlee ook de 2de eindrondewedstrijd in Berendrecht met 1-4. Hierdoor was het team zeker van het behoud in derde provinciale.
Seizoen 2023-2024
Bij aanvang van het nieuwe seizoen 2023-2024 kon KSK Kasterlee niet meer rekenen op Michiel Delsemme die omwille van een blessure gedwongen was te stoppen met voetballen. Ben Otten had op zijn beurt een kruisbandletsel opgelopen waardoor hij ook een heel seizoen buiten strijd zou zijn. Adikalie Kamara was de enige speler die KSK Kasterlee in het tussenseizoen had verlaten door naar de buren in KFC Punt Larum te trekken. Doelman Maarten Voordeckers toch wel de sterkhouder de afgelopen seizoenen besloot definitief de voetbalschoenen aan de haak te hangen.
Als versterkingen werden enkel spits Wout Van Diest van KVC Westerlo en doelman Cisse Van Der Auwera van Lille United aan de spelerskern toegevoegd. 
Voorafgaand aan het seizoen werd een lastig seizoen voorspeld voor de troepen van trainer Schelles. Het werd echter een seizoen waarin KSK Kasterlee beter presteerde dan de 2 voorgaande seizoenen en zo waar toch wel onverwachts 44 punten wist te veroveren. Jonkie Wout Van Diest bewees van goudwaarde te zijn voor dit KSK Kasterlee. Hij werd topschutter van het team en wist ook nog eens 9 penalty's uit te lokken. Nicolas Janssens was dan weer de speler die tijdens het seizoen de meeste speelminuten verzamelde voor dit KSK Kasterlee. De mooiste en voor de supporters meest belangrijke overwinning van het seizoen was op 04 November 2023 toen KSK Kasterlee op het Duineneind in de derby KFC Beekhoek wist te verlaan met 3-0. 750 aanwezige supporters vierden nog tot in de vroege uren deze o zo belangrijke 3punter.
Seizoen 2024-2025
Na één seizoen KSK Kasterlee verliet topschutter Wout Van Diest de club om terug te keren naar zijn oude nest KVC Westerlo. Doelman Cisse Van Der Auwera zocht met Sint Jozef Rijkevorsel ook andere oorden op nadat hij zijn basisplaats verloor aan doelman Jef Van Baelen. Boegbeeld en kapitein Tim Gaukema hing net zoals Raf Berkmans aan het einde van het seizoen zijn voetbalschoenen definitief aan den haak.
In het tussenseizoen werden met Marco Cobben (Sint Dymphna), Neel Geuens (RFC Zwaneven), Dennis Maes (KFC Mol), Kai Raeymaekers (VC Herentals) en Seppe Neyens (Punt Larum) heel wat versterkingen voor de A Kern binnengehaald. Het Kastels jeugdproduct Lars Nuyts besloot ook na meerdere jaren bij Beekhoek Sport te hebben gespeeld, terug te keren naar zijn KSK Kasterlee.
| Seizoen   | Reeks             | Trainer         | Eindklassement                                      | Aantal Punten |
| --------- | ----------------- | --------------- | --------------------------------------------------- | ------------- |
| 2019-2020 | Derde Provinciale | Paul Wilms      | 5de van de 16 teams                                 | 42            |
| 2020-2021 | Derde Provinciale | Paul Wilms      | Door Covid 19 werd het seizoen stopgezet in Oktober | Nvt           |
| 2021-2022 | Derde Provinciale | Paul Wilms      | 9de van de 16 teams                                 | 39            |
| 2022-2023 | Derde Provinciale | Bart Anné       | 13de van de 16 teams                                | 39            |
| 2023-2024 | Derde Provinciale | Stefan Schelles | 9de van de 16 teams                                 | 44            |
| 2024-2025 | Derde Provinciale | Stefan Schelles | 10de van de 16 teams                                | 36            |

## Erelijst
Kampioen 3de provinciale
- 2010-2011

## Oud-voorzitters
- Agnes Smans
- Paul Sterckx
- Ludo Pauwels